# Stenestad
Stenestad is een plaats in de gemeente Svalöv in het Zweedse landschap Skåne en de provincie Skåne län. De plaats heeft 56 inwoners (2005) en een oppervlakte van 10 hectare. De plaats ligt op een hoogte van 180 meter boven de zeespiegel in de heuvelrug Söderåsen en is hiermee het hoogste gelegen kerkdorp van Skåne.